# Alina Scholtz
Alina Scholtz (Lublino, 24 settembre 1908 – Varsavia, 25 febbraio 1996) è stata un'architetta polacca, nota per i suoi lavori paesaggistici e per essere stata una pioniera dell'architettura paesaggistica nella sua patria.
Fra i suoi lavori più noti ci sono i giardini di una villa della capitale, in via Kielecka, per i quali vinse la medaglia d'argento all'Esposizione mondiale di Parigi del 1937, il cimitero commemorativo per le vittime del Massacro di Palmiry e alcuni lavori lungo l'arteria del traffico Est-Ovest di Varsavia. È stata anche uno dei membri fondatori dell'IFLA (Federazione Internazionale degli Architetti del Paesaggio).

## Biografia
Alina Zofia Scholtz è nata il 24 settembre 1908 a Lublino, nel Regno del Congresso (oggi Polonia), figlia di Stanisław August Scholtz e Aleksandra Kohler. Nel 1918 iniziò a frequentare il ginnasio femminile di Lublino, dove si diplomò nel 1926, e subito dopo iniziò a lavorare in un vivaio locale.
Si iscrisse all'università, inizialmente seguendo un corso di laurea in Storia dell'Arte, ma presto cambiò percorso di studi scegliendo il dipartimento di Orticoltura dell'Università delle Scienze della vita di Varsavia (in polacco: Szkoła Główna Gospodarstwa Wiejskiego (SGGW)). Nel 1928 seguì un tirocinio presso Franciszek Krzywda-Polkowski insieme a cinque colleghi e nel 1930 si trasferì nel Regno Unito per studiare pianificazione e progettazione del paesaggio inglese, dove studiò celebri giardini come quelli di Brocket Hall nell'Hertfordshire, Cator Court nel Devon, Dawyck Botanic Garden nello Scottish Borders, vicino a Peeblesshire, e Sutton Place nel Surrey.
Si laureò nel 1932 con una tesi e un progetto di design relativo al Castello Reale di Varsavia, ottenendo quindi la certificazione come architetto paesaggistico. Il suo relatore era Franciszek Krzywda-Polkowski, con cui avrebbe in seguito collaborato professionalmente.

### Carriera
Nel 1933 Scholtz divenne assistente presso il Dipartimento di architettura e studio sui parchi del SGGW. Fra il 1933 e il 1939 si occupò di progetti relativi a residenze unifamiliari, al Palazzo Brülh di Varsavia, all'ippodromo di Służewiec e alla riserva naturale di Niebieskie Źródła. Nello stesso periodo lavorò anche a progetti comuni, fra cui almeno due collaborazioni con Romuald Gutt, con cui, nel 1937, condivise la medaglia d'argento all'Esposizione mondiale di Parigi. Nel 1938 la Scholtz si unì alla Società degli urbanisti polacchi.
Durante la seconda guerra mondiale lavorò come orticoltrice a Żelazowa Wola, per poi tornare al SGGW alla fine del conflitto, questa volta come professoressa a contratto. Insieme a Gutt progettò il cimitero degli insorti di Varsavia e il memoriale del cimitero di Palmiry.
Nel 1946 si unì all'Associazione degli Architetti Polacchi (Stowarzyszenia Architektów Polskich (SARP)), e due anni dopo fu fra i membri fondatori della Federazione Internazionale degli Architetti del Paesaggio.
Nel 1949 prese il posto del defunto Krzywda-Polkowski al Biuro Odbudowy Stolicy, che sarebbe poi diventato l'Ufficio per l'urbanistica di Varsavia, con il compito di occuparsi della manutenzione e valorizzazione degli spazi verdi esistenti e della progettazione di nuovi. Fra il 1948 e il 1949 collaborò con Gutt alla ristrutturazione dei Giardini Sassoni.
Nel 1958 collaborò a una serie di progetti abitativi con Halina Skibniewska e nel 1959 seguì la creazione di un complesso di tre parchi pubblici nella gola del fiume Vistola, progetto poi abbandonato dopo avere effettivamente creato solo parte del primo parco. Partecipò inoltre alla progettazione dei giardini dell'ambasciata polacca a Pechino, dell'ambasciata cinese a Varsavia e di quella polacca a Pyongyang.
Per molti anni Scholtz è stata delegata polacca presso la Federazione internazionale degli architetti del paesaggio. Dal 1964 è stata coordinatrice della sezione paesaggistica presso l'Associazione degli architetti polacchi e l'anno seguente ha preso parte alla Commissione Artistica e di Verifica del SARP. A luglio del 1979, un mese prima del suo pensionamento, è stata insignita dello status di "Creatrice".

### Morte
Alina Scholtz morì il 25 febbraio 1996 a Varsavia e venne sepolta nel cimitero evangelico della città.

## Eredità
A oggi è ricordata come una delle fondatrici dell'architettura paesaggistica in Polonia e nel 2022 le è stata dedicata una piazza nel quartiere di Varsavia Śródmieście.